# Theridion minutissimum
Theridion minutissimum är en spindelart som beskrevs av Eugen von Keyserling 1884. Theridion minutissimum ingår i släktet Theridion och familjen klotspindlar. Inga underarter finns listade i Catalogue of Life.